# Esporte de Goiás
O esporte de Goiás é praticado em diversas modalidades e organizado por federações estaduais. O futebol, assim como no restante do Brasil, é o esporte mais popular no estado, mas também se destacam o vôlei, futsal, basquete, ginástica, rugby, judô, capoeira, automobilismo e motocross.
Goiás sedia uma série de eventos esportivos em diversos momentos. No futebol, o Estádio Olímpico Pedro Ludovico Teixeira e o Estádio Serra Dourada recebem jogos de clubes goianos e da própria Seleção Brasileira principalmente. Além deste esporte, destaca-se o Autódromo Internacional Ayrton Senna, o Hipódromo da Lagoinha, o Goiânia Arena, o Ginásio Rio Vermelho.
No basquete, o órgão responsável pela atuação no esporte é a Federação Goiana de Basquetebol, que agrupa diversos clubes filiados e organiza todos os torneios oficiais que envolvam as equipes do estado. Diversos atletas goianos também compõem a equipe brasileira de voleibol sentado, tendo sido, inclusive, destaque nos Jogos Paralímpicos de Verão de 2016. Em 2014, Trindade sediou o Campeonato Mundial de Motocross de 2014.
Dentre as principais personalidades do esporte goiano estão: no futebol, Túlio Maravilha, Lucas Silva e Wendell Lira; Jorge Salgueiro do Nascimento e Homero Albuquerque, no basquete; Vinícius Mendes de Siqueira e Dante Amaral, no vôlei.; e Carlos Jayme, na natação.

## Galeria de imagens

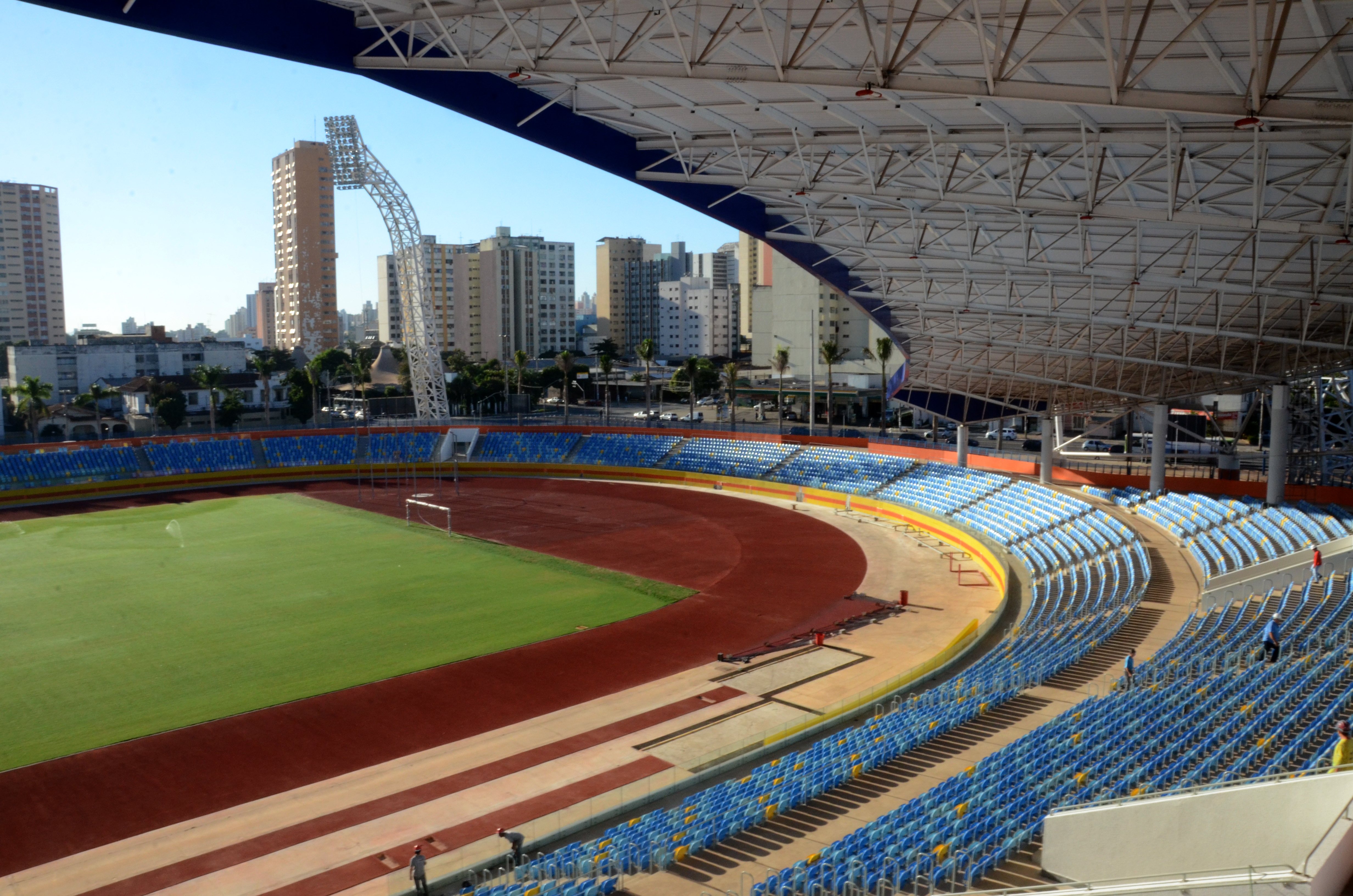
Estádio Olímpico Pedro Ludovico Teixeira.
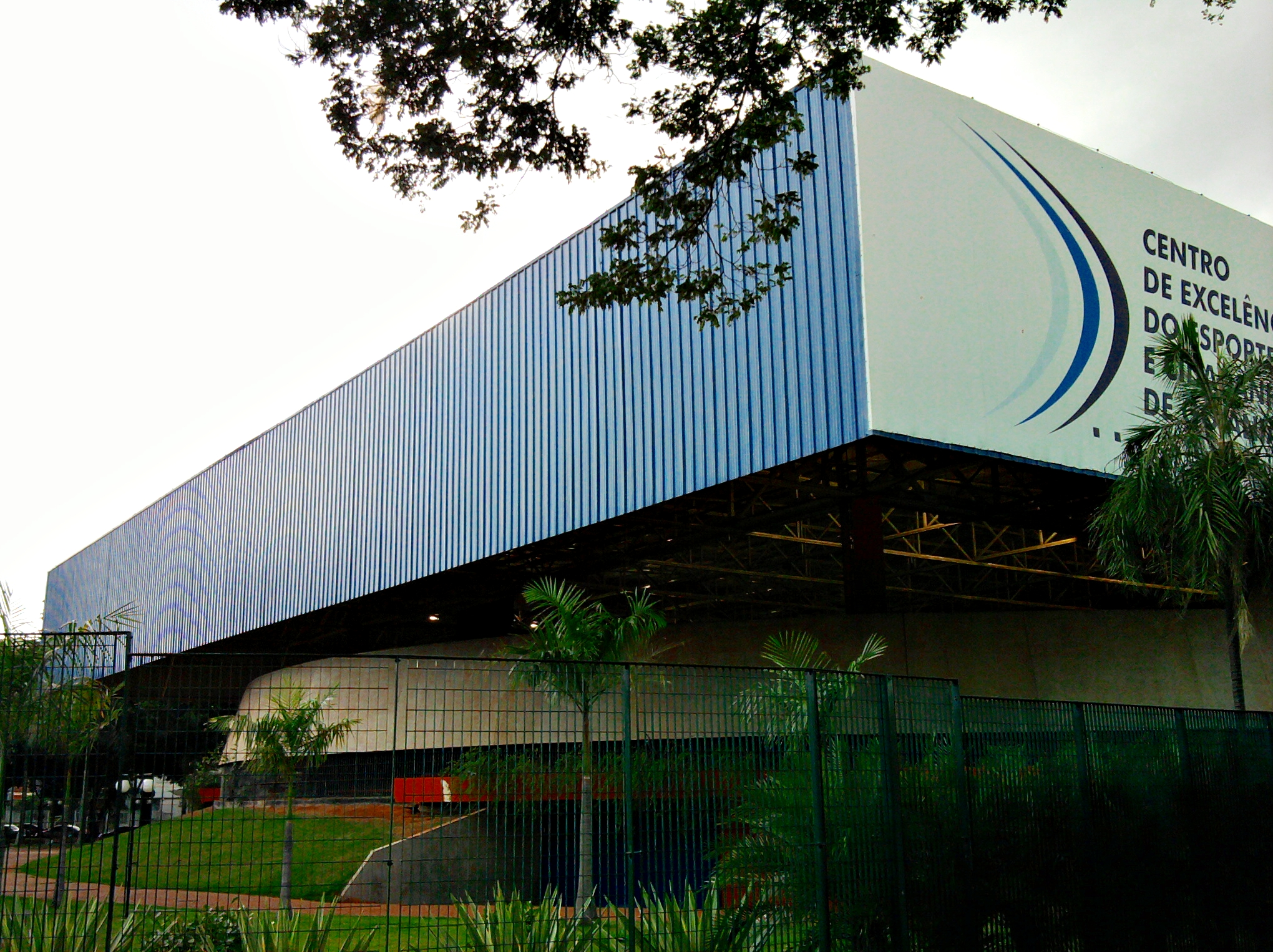
Ginásio Rio Vermelho.
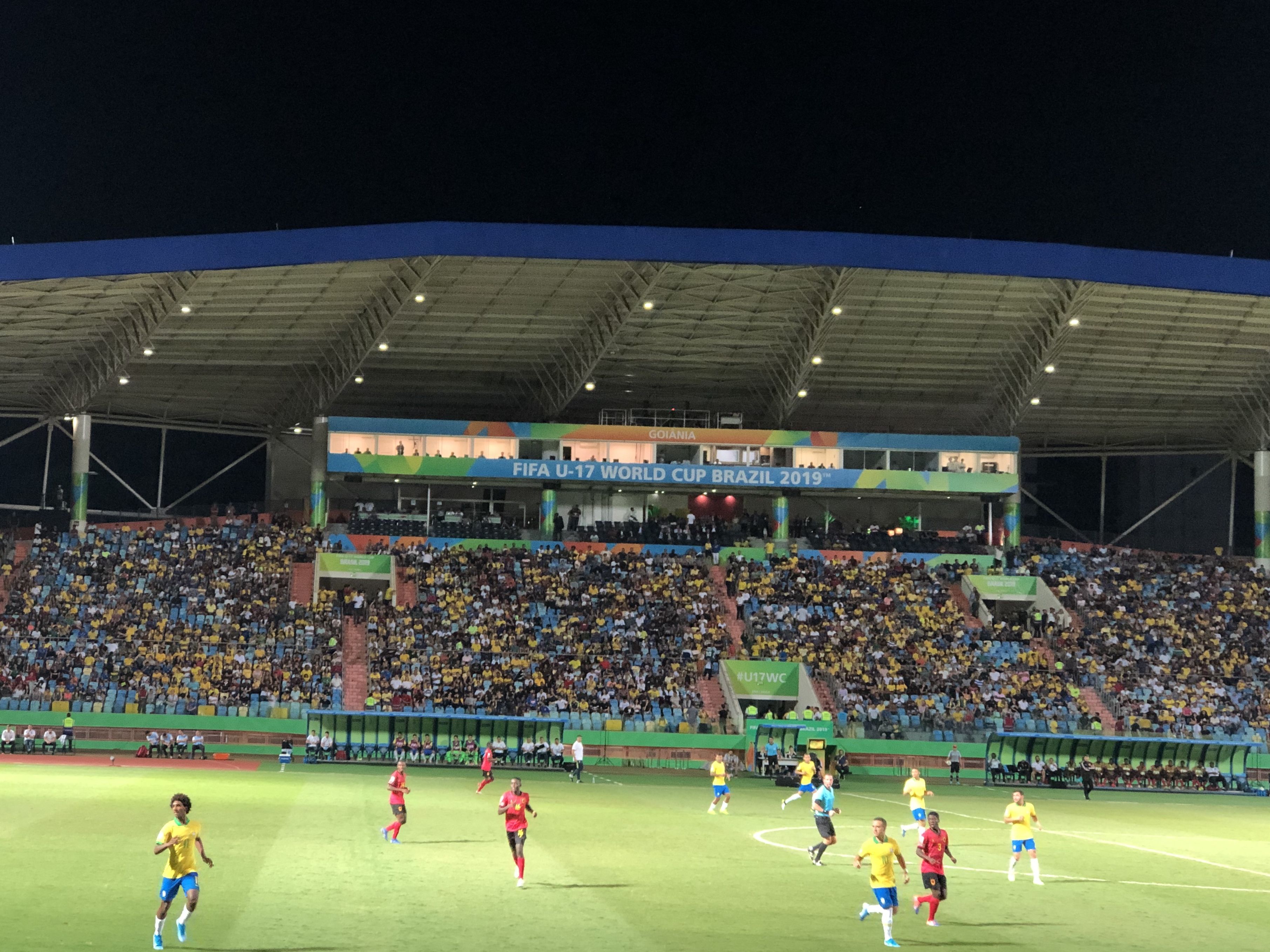
Partida entre Brasil e Angola pela Copa do Mundo FIFA Sub-17 de 2019 no Estádio Olímpico.